# ماسانزاغو
ماسانزاغو (بالإيطالية: Massanzago)‏ هي بلدية في مقاطعة باذوة في منطقة فنيتة الإيطالية، و25 كيلومترًا (16 ميلًا) شمال غرب البندقية، 20 كيلومترًا (12 ميلًا) شمال شرق باذوة.